# Манду Рейд
Манду Рейд (англ. Mandu Reid) — лідер британської Партії рівності жінок (WEP).

## Біографія
Мати Рейд родом з Малаві, батько англієць. Її батьки познайомилися, коли батько викладав англійську мову в Малаві, де власне й народилася Манду. Сім'я переїхала до Сполученого Королівства у 1982 році, до цього жили в Сомалі та Свазіленді перед поверненням до Великої Британії.
Рейд — випускниця Лондонської школи економіки.
Манду взяла на себе тимчасове керівництво партією у квітні 2019 року, а у січні 2020 року була затверджена лідером партії. Її назвали «першою чорношкірою, бісексуальною лідеркою політичної партії у Великій Британії».
Рейд є кандидатом від партії на виборах мера Лондона 2021 року, замінивши Сью Блек, якій довелося зняти свою кандидатуру за станом здоров'я.

## Особисте життя
Манду Рейд є бісексуальною.